# Isabel María de Alcântara Brasileira
Isabel María de Alcántara Brasileira (Río de Janeiro, 23 de mayo de 1824 – Murnau am Staffelsee, Baviera, 3 de noviembre de 1898), fue la primera y única duquesa de Goiás, hija bastarda del emperador Pedro I de Brasil con su amante, Domitila de Castro Canto y Melo, marquesa de Santos.
Fue legitimada y reconocida como hija del emperador en 24 de mayo de 1826, en un decreto que le otorgó el título de duquesa de Goiás y el tratamiento de Alteza —algo impredecible e irregular de acuerdo a las tradiciones monárquicas ibéricas.
Como una hija legitimada del emperador recibió el saludo dado por las fuerzas armadas. Fue así, en la práctica, tratada como una princesa en Brasil y fue considerada una especie de protectora de la provincia de Goiás.

## Primeros años
Don Pedro ordenó que la duquesa recibiera la misma educación dada a los otros príncipes. Pidió a la emperatriz  Doña Leopoldina que recibiera a la niña en el Palacio de São Cristovão, pero ésta se negó, al igual que las princesas Doña María de la Gloria y Doña Paula Mariana, quienes trataron de mostrar su descontento. El emperador envió a la duquesa y a toda la familia de su madre a la granja de Santa Cruz, donde el tío de la duquesa, el Barón de Sorocaba, vivía a expensas de la Corona. Así escribía el emperador al abuelo materno de la duquesa:
" Declaro que la hija de una mujer noble y sangre limpia, que ordenó que se llamara doña María Isabel de Alcántara Brasileira, y envió crear en la casa del Caballero de mi Sala Imperial João de Castro Canto e Melo. Y para esto todo el tiempo registrado, hacer esta declaración explícita que se registrará en los libros del Ministerio de Asuntos Exteriores del Imperio, dejando el original en la mano del mismo Caballero de la Sala Imperial para ser entregado a mi hija, con su título. Palacio de Río de Janeiro, 24 de mayo de 1826, quinto de la Independencia y del Imperio.
El 4 de julio de 1826 se le concedió el título de Duquesa de Goiás, junto al tratamiento de Alteza.
Con la muerte de Doña Leopoldina y la posterior expulsión de su madre de la corte debido al segundo matrimonio de Don Pedro con la nueva emperatriz, Doña Amelia, el emperador intentó nuevamente traer a la duquesa al Palacio de São Cristovão, pero la nueva emperatriz se negó a recibirla.

## Estudios y estancia en Europa
La pequeña fue enviada a Europa el 25 de noviembre de 1829, a estudiar en el Colegio del Sagrado Corazón (Sacré-Cœur) de París (en el edificio que ahora pertenece al Museo Rodin); fue su tutor José Marcelino Gonçalves, brasileño establecido en Francia,quien como representante del Emperador, se hizo cargo de sus necesidades educativas. Cuando Don Pedro se retiró al exilio en París, la niña fue a vivir con él, su esposa Doña Amelia y su primogénita Doña María de la Gloria. Esta vez, Doña Amelia aceptó su presencia y terminó adoptándola como hija. Cuando Don Pedro regresó a combatir en Portugal, para devolver a su hija Doña María de la Gloria al trono portugués usurpado por su hermano Miguel, María Isabel volvió al colegio del Sacré-Cœur, donde terminó sus estudios. Una vez en Múnich, quedó bajo la tutela del marqués de Rezende y bajo la protección de Doña Amelia.

## Boda
La duquesa de Goiás se casó en Múnich, Baviera, 17 de abril de 1843 con Ernesto José Juan de Treuberg-Fischler. El matrimonio fue arreglado por Doña Amelia. Él era chambelán del rey de Sajonia. Tuvieron cuatro hijos.
Ernesto nació en Holzen, fuera de Donauwörth el 1 de junio de 1816 y murió el 14 de mayo de 1867 en Holzen, fue 2.º conde de Treuberg y 2.º barón de Holsen; siendo hijo del 1.er conde, Francisco Javier Nicolás Fischler y su esposa Maria Crescencia Ana Juana, condesa de Hohenzollern-Sigmaringen, hija menor de Carlos Federico, príncipe de Hohenzollern-Sigmaringen.

## Descendencia
Con Ernesto Fischler, 2.º conde de Treuberg y barón de Holsen tuvieron 4 hijos, ellos fueron:
- María Amelia Fischler de Treuberg  (1844–1919)
- Fernando Fischler, 3.er conde de Treuberg (1845–1897)
- Augusta María Fischler de Treuberg (1846–1909)
- Francisco Javier Fischler de Treuberg (1855–1933)

## Títulos y tratamientos
| ● 24 de mayo de 1826-17 de abril de 1843:     | Su alteza la duquesa de Goiás                            |
| ● 17 de abril de 1843-3 de noviembre de 1898: | Su excelencia la condesa de Treuberg, baronesa de Holsen |